# Elbe, Wolfenbüttel
Elbe är en kommun i Landkreis Wolfenbüttel i förbundslandet Niedersachsen i Tyskland. 
Kommunen bildades 1 mars 1974 genom en sammanslagning av de tidigare kommunerna Groß Elbe, Gustedt och Klein Elbe.
Kommunen ingår i kommunalförbundet Samtgemeinde Baddeckenstedt tillsammans med ytterligare fem kommuner.